# Bayaguana
San Juan de Bayaguana ou plus souvent Bayaguana est une ville de la province de Monte Plata en République dominicaine ; elle comptait 31 000 habitants lors du recensement de 2010. 

## Histoire
La ville a été fondée en 1606 à la suite du déplacement des habitants des villes de Bayajá et Yaguana à Haïti, détruites sous l'administration du gouverneur Antonio de Osorio.
| 1993  | 2002  | 2010  |
| ----- | ----- | ----- |
| 12704 | 19351 | 31889 |

## Monuments
Bayaguana est un centre de pèlerinage catholique. Les pèlerins se rendaient historiquement à l’église Saint-Christ-des-Miracles. Celle-ci a été remplacée par le sanctuaire Saint-Christ-des-Miracles, inauguré en 2020 et désigné sanctuaire national par la Conférence de l’épiscopat dominicain à sa consacration l’année suivante.

## Personnalités
- Luguelín Santos (1993-), athlète dominicain spécialiste du 400 mètres, né à Bayaguana.
- Luisito Pie (1994-), taekwondoïste dominicain, né à Bayaguana.
- Juander Santos (1995-), athlète dominicain spécialiste du 400 mètres haies, né à Bayaguana.
- Zacarías Bonnat (1996-), haltérophile dominicain, né à Bayaguana.